# Katedrála Panny Marie (Sevilla)
Katedrála Panny Marie v Seville (šp. Catedral de Santa María de la Sede) je rozlehlá gotická katedrála v Seville, hlavním městě španělského autonomního společenství Andalusie. Stavba započala v roce 1402 a byla dokončena v roce 1507. Po svém dokončení překonala ve velikosti dosud největší katedrálu Hagia Sofia, která si svůj titul držela více než tisíc let. Je největší gotickou katedrálou a 4. největším kostelem na světě (po bazilice Notre Dame de la Paix ve městě Yamoussoukro v Pobřeží slonoviny, bazilice sv. Petra ve Vatikánu a katedrále sv. Pavla v Londýně). 
Pro svou mimořádnou kulturní hodnotu byla celá stavba v roce 1987 zařazena na seznam památek světového dědictví UNESCO.
Katedrála stojí na místě původní mešity, z níž zbyl jenom minaret zvaný Giralda přebudovaný ve středověku na zvonici. V době, kdy byl minaret dokončen (1198), to byla největší věž na světě (97,5 m). Giralda, jejíž výška činí po renesanční přestavbě 104,5 m, je dodnes jedním z hlavních symbolů Sevilly. Je zde impozantní hrobka Kryštofa Kolumba a také královská kaple, místo královských pohřbů.

## Královská nekropole

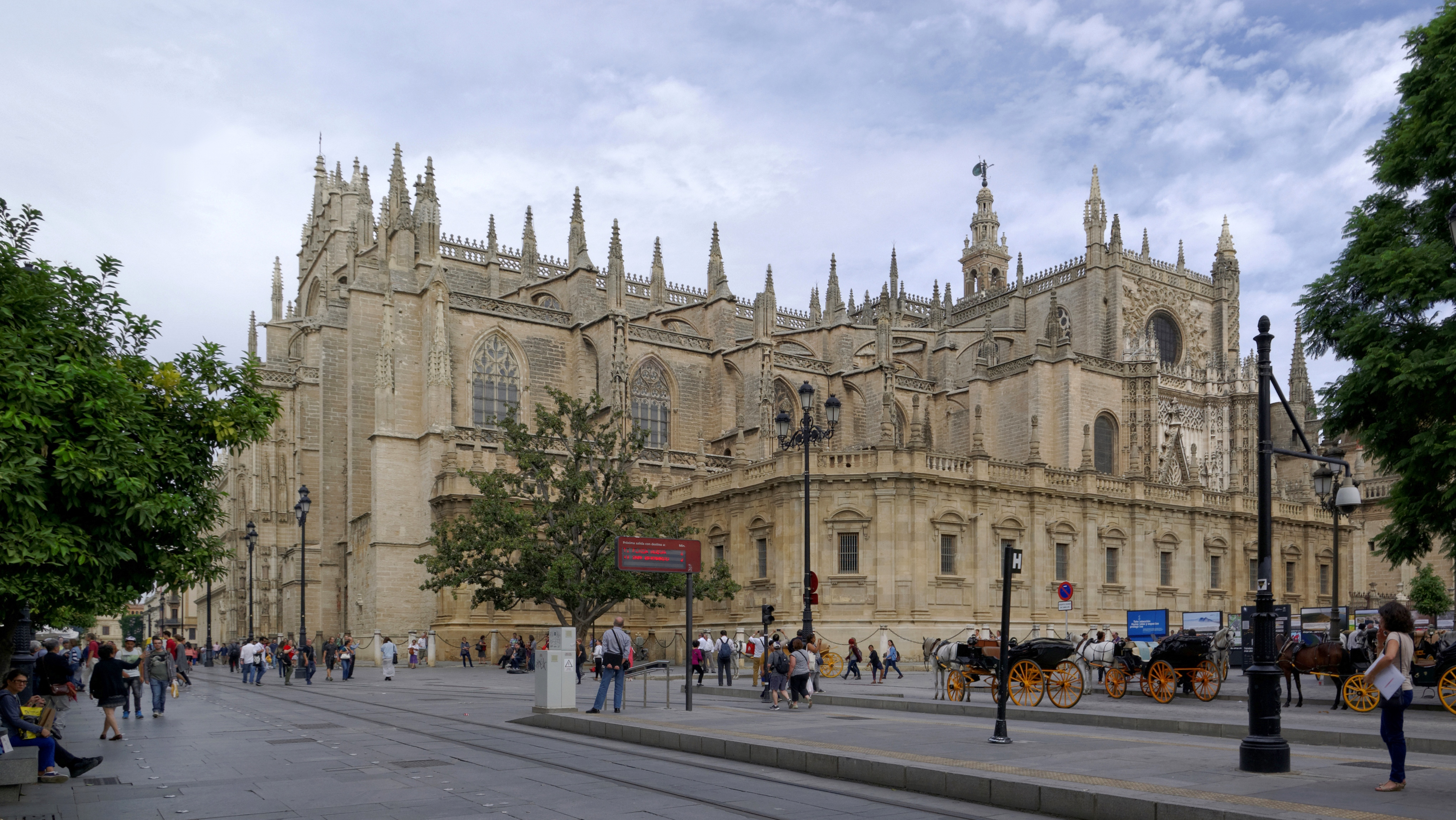
Katedrála v Seville

V královské kapli byla uložena k poslednímu odpočinku řada členů kastilské královské rodiny. Je zde Ferdinand III. s manželkou Alžbětou, jejíž ostatky sem byly přeneseny roku 1279, a synem Alfonsem X. Ve 14. století sem byl pochován zavražděný Petr I. se svou milenkou Marií z Padilly, kterou nechal posmrtně prohlásit kastilskou královnou, a společným synkem Alfonsem. Od roku 1358 je v katedrále pohřben Petrův nevlastní bratr, ze zálohy zavražděný Fadrique, velmistr Svatojakubského řádu, a od roku 1877 také Jan Kastilský, syn Petra I. a Juany de Castro.